# بسام العسلي
بسام العسلي (1929 - 2018) هو كاتب وباحث عسكري سوري، ولد في حيّ الميدان في دمشق.

## نشأته وأسرته

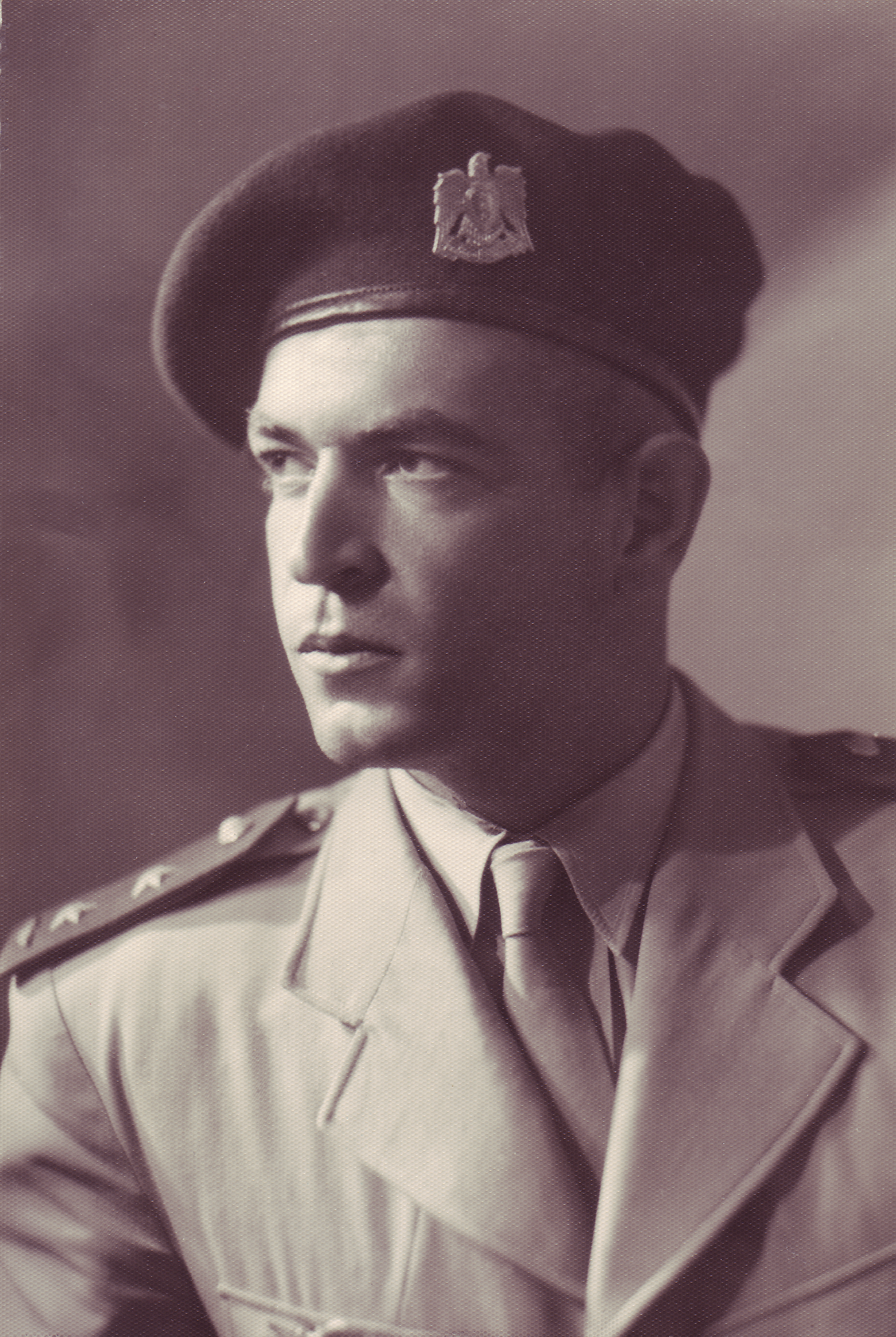
صورة أخذت لبسام العسلي عام 1955 بعد قفزته البطولية.

ولد بسام العسلي ونشأ في حيّ الميدان، وهو أحد أحياء دمشق العريقة، من أسرة اتسمت بالروح الوطنية والعمل في الحقل السياسي.
- فمن أبناء عمومته شكري العسلي (1868- 1916م) سياسي، وكاتب، ومحام عربي سوري، ومن زعماء النهضة العربية. كان له دور بارز في الحياة السياسية، وفي كشف أهداف الحركة الصهيونية وفي مقاومتها. دفع ثمنًا باهظاً لمواقفه فقد ألقى القبض عليه جمال باشا السفاح، ونفذ فيه حكم الإعدام في ساحة الشهداء في دمشق في (6 /أيار/ 1916).[3] ونجله الفنان خالد العسلي وهو دبلوماسي سوري وفنان تشكيلي، صمم شعار الجمهورية العربية السورية 1945.
- ومنهم فائق العسلي[4] (1894 – 1926م) الذي التحق بالثورة السورية، وكان ركناً بين قياداتها واستشهد في معركة جباتا الخشب مع عمه الشهيد حكمت العسلي، ومنهم أيضاً رئيس وزراء سورية الأسبق صبري العسلي (1903- 1976م) الذي كان من أعضاء الكتلة الوطنية وتولى رئاسة مجلس الوزراء في سورية في عهد الاستقلال لثلاث مرات على التوالي: [5]1954/1955/1956م.

في هذا المناخ السياسي والاجتماعي نشأ بسام العسلي وكان الأخ الأكبر لأربعة إخوة وأربع أخوات.
وقد عاشت العائلة ظروفاً قاسية؛ ففي فترة الحرب العالمية الثانية ثارت ثائرة دمشق على الاستعمار الفرنسي، عُرف عن والده دعمه ومساندته للثورة ضد المحتل الفرنسي فما كان من الجيش الفرنسي إلا أن قصف داره.

## المدارس والكليات التي تخرج منها
أمضى طفولته في الذهاب إلى الكتَّاب ليتخرج منه حافظاً لربع يس. انتقل بعد ذلك إلى ابتدائية خالد بن الوليد ومن ثمَّ إلى مدرسة التجهيز الثانية (للمرحلتين الإعدادية والثانوية) وشارك وهو ما يزال طالباً في المظاهرات التي قامت في سورية ضد المستعمر الفرنسي.
وحدثت نكبة فلسطين وتعامل معها - هو والكثير من أبناء جيله – كما لو كان الأخذ بالثأر لكرامة الأمَّة الجريحة واسترداد الحق المسلوب مسؤوليتهم الشخصية، فانتسب إلى الكلية العسكرية سنة 1950م، وتخرَّج في سلاح المشاة برتبة ملازم عام 1952م. وكان من أوائل دفعته.

## الحياة العملية
- في 20 أيلول من عام 1952م تم إيفاده برفقة مجموعة من زملائه إلى فرنسا، لاستكمال تدريبهم العسكري، وهناك تلقى دورة تخصصية في أعمال المظليين. عاد بعده إلى وطنه ليكون واحداً من خمسة ضباط أنشأوا سلاح المظليين في سورية، وليخدم في عدد من قطعات الجيش السوري، ثم لينفذ أخطر قفزة حرَّة في تاريخ سلاح المظليين يصحُّ أن تسجل في أرقام غينيس، أثناء العرض العسكري عام 1955م، إذ لم يفتح مظلته إلا قبل أمتار قليلة من الأرض، قفزة أشادت بها كل وسائل الإعلام في ذلك الوقت.
- عام 1960 م أُرسل مع كتيبته إلى مصر للانضمام إلى سلاح المظليين هناك، وشارك في قوات الأمم المتحدة لحفظ السَّلام في الكونغو، حيث كان نائباً لقائد القوة العسكرية المشاركة من قبل الجمهورية العربية المتحدة.
- حركة الانفصال 1961:على الرغم من أن الوحدة العربية كانت ولاتزال حلماً لكل عربي إلا أنّ الممارسات التي تم القيام بها من قبل القيادة المصرية خلال سنوات الوحدة بين الجمهورية العربية السورية وجمهورية مصر العربية والتي بدأت بإلغاء الأحزاب والحياة السياسية في سوريا ومن ثم إطباق القبضة الحديدية على الشعب السوري بكل مفاصل حياته، ما دفع العسلي مع مجموعة من ضباط الجيش العربي السوري بقيادة العقيد عبد الكريم النحلاوي للقيام بواجبهم تجاه شعبهم وبلدهم، لم يكن هدف وجوهر هذه الحركة الانفصال[6]، بل كان هدفها إعادة الوحدة إلى مسارها الصحيح وإرساء المقومات السليمة التي تسمح بضمان وتعزيز نجاحها، إلا أن القيادة المصرية في حينه أبت إلا أن تصمُّ آذانها عن سماع نداء الحق، وهو ما أدَّى إلى تحول هذه الحركة إلى ما عرف لاحقًا بحركة الانفصال. وتجدر الإشارة هنا إلى مدى إيمان بسام العسلي ورفاقه من ضباط حركة الانفصال بمبادئ الحريات المدنية والديمقراطية، حيث أن حركة الانفصال هي الحركة العسكرية الوحيدة في التاريخ العربي المعاصر التي قامت بتسليم مقاليد الحكم إلى حكومة مدنيّة ديمقراطية وعادت من بعد ذلك إلى ثكناتها وقطعاتها.
- العمل الدبلوماسي: في العام 1962م قامت حكومة الجمهورية العربية السورية بإرسال بسام العسلي إلى المملكة المتحدة معاوناً للملحق العسكري في سفارتها في لندن.
- وداعاً أيها السِّلاح: عاد بسام العسلي بعد 8 آذار 1963 إلى سورية وأحيل إلى التقاعد برتبة مقدم وهو في الرابعة والثلاثين من عمره، وذلك مع كثير من ضباط الجيش العربي السوري، فتفرغ للكتابة والتأليف، وأبى أن يغادر وطنه الذي أحبه، والذي راهن على أن يعيش وأبناؤه في كنفه، بحيث يتعلم أولاده في وطنهم.
- تغير في المسيرة: منذ نعومة أظفاره، كان بسام العسلي شغوفاً بالقراءة، وفي مرحلة الكلية العسكرية كانت له إسهامات كتابية في مجلة "الجندي"، وبعد إحالته إلى التقاعد في عمر مبكر، اتجه إلى المجال الذي أحبه وهو العمل الكتابي، وتخصص في التاريخ العسكري حتى صارمن أكثر الكتـَّاب في هذا الاختصاص شهرة وإنتاجاً.

عانى بسام العسلي في سنواته الأخيرة من ظروف صحية صعبة، بقي معها كعادته صابراً محتسباً، ولم تصرفه هذه الظروف عن متابعة العمل الفكري والكتابة إلا لفترة قصيرة قبل وفاته في دمشق يوم السبت 10 جمادى الأولى 1439 للهجرة الموافق 27 يناير 2018 للميلاد.

 

## مؤلفاته
رحل بسام العسلي مخلفاً وراءه أكثر من مائة كتاب في تاريخ المعارك والقادة العسكريين من التاريخ الإسلامي والتاريخ الغربي؛ كل هذه المؤلفات تعدُّ برمتها مكتبة متنقلة، تضمُّ موسوعات تاريخية تفتح لنا أبوابها على تاريخ الأمَّة العربية والإسلامية وفتوحاتها، وعلى الكثير من القادة العسكريين في العالم
والمذاهب العسكرية المختلفة، وقد صدرت كتبه عن عدد من دور النشر العربية:
1. عن (دار النفائس) بيروت
2. عن (دار الفكر) بيروت
3. عن (دار الفكر) دمشق:
4. عن (دار الشوری) بیروت:
5. عن (دار طلاس) دمشق:
6. عن (المؤسسة العربية للدراسات والنشر) بیروت:
7. عن مؤسسة الأرض للدراسات الفلسطينية دمشق:
8. عن (دار النشر والديوان) بيروت:
9. صدر أيضا عن دار البيارق:
10. عن (مركز الأبحاث والدراسات) دمشق:
11. عن (رئاسة الحرس الوطني) الرياض:
12. الكتب التي ترجمها:
13. مجموعة البحوث والمقالات التي تناهز ألفاً صدرت على امتداد خمسة وثلاثين عاماً في الدوريات والمجلات العسكرية؛ وهي: